# Championnat de France de baseball 2013
Navigation
2012 2014
Le Championnat de France de baseball de Division 1 2013 regroupe les huit meilleures équipes françaises de baseball. Les Huskies de Rouen sont les tenants du titre.
Les French Cubs de Chartres, champions de Nationale 1 2012, pourtant promus en Division 1 pour la saison 2013 ne s'engagent finalement qu'en Division 2 2013, ils seront remplacés par les Pôles France, celui de Toulouse et celui de Rouen.
En cours de saison régulière, les équipes de D1 se retrouvent au Challenge de France 2013, une compétition qualificative à la Coupe d'Europe remportée par Rouen.
En finale Rouen, mené 2-1 dans la série au meilleur des cinq matchs, remonte son déficit et conserve son titre, le 9e consécutif.
| \| Beaucaire Montpellier Paris Rouen Savigny Sénart Toulouse \| Localisation des clubs engagés dans le championnat. |
| Beaucaire Montpellier Paris Rouen Savigny Sénart Toulouse                                                           |

## Déroulement
La saison régulière se déroule sur 14 journées, soit 28 matches par équipe. Les six premiers de la saison régulière s'affrontent lors des séries éliminatoires. Le 3e affronte le 6e et le 4e le 5e au meilleur des cinq rencontres en 1/4 de finale. Les gagnants passent en demi-finale où ils affrontent les deux premiers de la saison (automatiquement qualifiés pour les 1/2). Les vainqueurs s'affrontent pour le titre dans une finale au meilleur des 5 matchs.
Pour la relégation, les 7e et 8e se rencontrent dans un match de maintien au meilleur des 5 matchs. Le vainqueur se maintient en 1re division, alors que le perdant doit affronter le champion de la 2e division dans un match de barrage pour un maintien en 1re division.

## Clubs
Clubs de l'édition 2013 :
| Équipe                     | Ville                              | Stade                       | Titres |
| -------------------------- | ---------------------------------- | --------------------------- | ------ |
| Chevaliers de Beaucaire    | Beaucaire (Gard)                   |                             | 0      |
| Barracudas de Montpellier  | Montpellier (Hérault)              | Greg Hamilton baseball park | 3      |
| Paris Université Club      | Paris                              | Stade Pershing              | 22     |
| Huskies de Rouen           | Rouen (Seine-Maritime)             | Terrain Pierre Rolland      | 9      |
| Lions de Savigny-sur-Orge  | Savigny-sur-Orge (Essonne)         | Parc Jean-Moulin            | 5      |
| Templiers de Sénart        | Savigny-le-Temple (Seine-et-Marne) | Stade des Templiers         | 0      |
| Stade Toulousain Baseball  | Toulouse (Haute-Garonne)           | Stade Kandy-Nelson          | 0      |
| Pôle Rouen / Pôle Toulouse | Rouen/Toulouse                     |                             | 0      |

## Saison régulière

### Matchs
| Résultats (▼dom., ►ext.)                                   | BEA       | MON     | PUC       | ROU       | SAV       | SEN       | STB       | FED       |
| Beaucaire Chevaliers                                       |           | 3-9 2-4 | 1-10 0-1  | 1-10 0-2  | 5-7 11-4  | 4-7 8-12  | 9-1 6-3   | 10-0 6-8  |
| Montpellier Barracudas                                     | 4-0 11-1  |         | 5-2 8-5   | 1-11 2-7  | 10-5 3-7  | 4-8 11-10 | 8-9 10-3  | 17-2 15-5 |
| Paris UC                                                   | 11-10 7-3 | 7-4 4-0 |           | 4-12 3-4  | 13-5 4-2  | 14-2 5-2  | 12-3 11-1 | 7-8 6-4   |
| Rouen Huskies                                              | 2-7 15-5  | 7-3 7-1 | 13-4 10-0 |           | 6-4 1-9   | 11-1 5-2  | 4-5 5-1   | 3-2 3-0   |
| Savigny Lions                                              | 0-7 5-10  | 1-2 0-1 | 4-9 11-3  | 4-13 1-11 |           | 10-7 5-8  | 7-5 6-7   | 7-1 3-2   |
| Sénart Templiers                                           | 11-6 10-0 | 0-1 5-1 | 6-3 9-2   | 6-4 3-8   | 5-1 5-2   |           | 9-0 7-0   | 11-4 15-3 |
| Stade Toulousain                                           | 1-5 4-8   | 0-6 1-4 | 2-5 3-5   | 1-11 0-6  | 5-2 4-0   | 0-1 7-3   |           | 8-5 1-6   |
| Pôle Rouen / Pôle Toulouse                                 | 0-17 10-4 | 0-4 6-8 | 3-12 1-18 | 3-13 1-22 | 10-15 3-5 | 3-11 0-8  | 6-4 4-9   |           |
| - Victoire à domicile - Match nul - Victoire à l'extérieur |           |         |           |           |           |           |           |           |

Source : ffbsc.org (fr)

### Classement
| Pl. | Équipe          | J  | V  | D  | %    |
| --- | --------------- | -- | -- | -- | ---- |
| 1   | Rouen (T) (C)   | 28 | 24 | 4  | .857 |
| 2   | Sénart          | 28 | 19 | 9  | .679 |
| 3   | Paris UC        | 28 | 18 | 10 | .643 |
| 4   | Montpellier     | 28 | 18 | 10 | .643 |
| 5   | Beaucaire       | 28 | 10 | 18 | .357 |
| 6   | Savigny         | 28 | 10 | 18 | .357 |
| 7   | Toulouse        | 28 | 8  | 20 | .286 |
| 8   | Équipe Fédérale | 28 | 5  | 23 | .179 |

| Légende : Qualifications | Légende : Qualifications                                                                     |
| ------------------------ | -------------------------------------------------------------------------------------------- |
|                          | Qualification pour les 1/2 finales                                                           |
|                          | Qualification pour les 1/4 de finale                                                         |
|                          | Barrage pour la relégation en 2e division                                                    |
|                          | (T) : Tenant du titre (C) : Vainqueur du Challenge de France 2013 (P) : Promu de Nationale 1 |

### Statistiques individuelles
| Catégorie        | Joueur            | Stat |
| Moyenne au bâton | Zach Miller       | .421 |
| Points produits  | Douglas Rodriguez | 38   |
| Points produits  |                   | 38   |
| Coups de circuit | Fred Hanvi        | 2    |
| Bases volées     | Delvin Sanders    | 25   |

| Catégorie                 | Joueur             | Stat |
| Moyenne de points mérités | Owen Ozanich       | 1.00 |
| Victoires                 | Owen Ozanich       | 10   |
| Retraits sur prises       | Gabriel Sandersius | 103  |
| Sauvetages                | Kieran Mattison    | 4    |
| Sauvetages                |                    | 4    |

## Play-off
Les six premiers de la saison régulière sont qualifiés pour les play-off. Les barrages se jouent au meilleur des trois rencontres, les autres rencontres sont au meilleur des 5 matchs. En 1/4 de finale, 3 vs 6 et 4 vs 5. Les gagnants en demi-finale contre les deux premiers de la saison régulière. Les deux vainqueurs s'affrontent pour le titre.

### 1/4 de finale
| Match | Date       | Recevant | Visiteur | Score |
| ----- | ---------- | -------- | -------- | ----- |
| 1     | 27 juillet | PUC      | Savigny  | 5-3   |
| 2     | 28 juillet | Savigny  | PUC      | 6-5   |
| 3     | 28 juillet | PUC      | Savigny  | 8-6   |

| Match | Date       | Recevant    | Visiteur    | Score |
| ----- | ---------- | ----------- | ----------- | ----- |
| 1     | 27 juillet | Montpellier | Beaucaire   | 9-0   |
| 2     | 28 juillet | Beaucaire   | Montpellier | 3-8   |

### 1/2 finales et finale
Les 1/2 finales se joueront les week-ends des 17 et 24 août. La finale se dispute les 31 août, 1, 7 et 8 septembre 2013.
| Match | Date    | Recevant | Visiteur | Score   |
| ----- | ------- | -------- | -------- | ------- |
| 1     | 17 août | PUC      | Sénart   | 2 - 5   |
| 2     | 18 août | PUC      | Sénart   | 12 - 11 |
| 3     | 24 août | Sénart   | PUC      | 12 - 2  |
| 4     | 25 août | Sénart   | PUC      | 4 - 2   |

| Match | Date    | Recevant    | Visiteur    | Score  |
| ----- | ------- | ----------- | ----------- | ------ |
| 1     | 17 août | Montpellier | Rouen       | 4 - 1  |
| 2     | 18 août | Montpellier | Rouen       | 2 - 3  |
| 3     | 24 août | Rouen       | Montpellier | 11 - 1 |
| 4     | 25 août | Rouen       | Montpellier | 12 - 2 |

| Match | Date          | Recevant | Visiteur | Score  |
| ----- | ------------- | -------- | -------- | ------ |
| 1     | 31 août       | Sénart   | Rouen    | 2 - 10 |
| 2     | 1er septembre | Sénart   | Rouen    | 2 - 1  |
| 3     | 7 septembre   | Rouen    | Sénart   | 0 - 4  |
| 4     | 8 septembre   | Rouen    | Sénart   | 7 - 3  |
| 5     | 8 septembre   | Rouen    | Sénart   | 5 - 2  |

* L'équipe avec l'avantage terrain en finale est celle qui est le mieux classée en saison régulière.

### Récompenses
Voici les joueurs récompensés à l'issue de la finale :
- MVP : Yoann Vaugelade (Rouen)
- Meilleur lanceur : Leonel Cespedes (Sénart)
- Meilleur frappeur : Brian Ramirez (Rouen)

## Play-down
Le barrage de maintien ainsi que celui entre le champion de D2 et le dernier de la D1 ont été annulés. L'équipe fédérale descend en Division 2 et Chartres, champion, est promu.

## Classement final
| Pl. | Équipe          |
| --- | --------------- |
| 1   | Rouen (T) (C)   |
| 2   | Sénart          |
| 3   | Paris UC        |
| 4   | Montpellier     |
| 5   | Beaucaire       |
| 6   | Savigny         |
| 7   | Toulouse        |
| 8   | Équipe Fédérale |

| Légende : Qualifications et relégations | Légende : Qualifications et relégations                                                                 |
| --------------------------------------- | --- |
|                                         | Qualification pour la Coupe d'Europe A                                                                  |
|                                         | Qualification pour la Coupe d'Europe B                                                                  |
|                                         | Barrage de relégation en 2e division                                                                    |
|                                         | (T) : Tenant du titre 2012 (C) : Vainqueur du Challenge de France 2013 (P) : Promu de deuxième division |